# Xu Huiqin
Pour les articles homonymes, voir Xu.
Dans ce nom chinois, le nom de famille, Xu, précède le nom personnel.
Xu Huiqin, née le 4 septembre 1993, est une athlète chinoise, spécialiste du saut à la perche.

## Carrière
Xu Huiqin remporte la médaille d'or aux Jeux asiatiques de la jeunesse en 2009 à Singapour, aux Championnats d'Asie juniors d'athlétisme 2010  à Hanoi  et aux Championnats d'Asie juniors d'athlétisme 2012  à Colombo. Médaillée d'argent aux Championnats d'Asie d'athlétisme en salle 2014  à Hangzhou, elle obtient également la médaille d'argent aux Championnats d'Asie d'athlétisme 2015  à Wuhan et aux Championnats d'Asie d'athlétisme 2019 à Doha.

## Palmarès
| Date | Compétition                    | Lieu     | Résultat | Marque |
| ---- | ------------------------------ | -------- | -------- | ------ |
| 2021 | Jeux olympiques                | Tokyo    | 8e       | 4,50 m |
| 2022 | Championnats du monde en salle | Belgrade | 7e       | 4,45 m |
| 2022 | Championnats du monde          | Eugene   | 13e      | 4,30 m |

## Records
| Épreuve          | Épreuve   | Marque | Lieu     | Date            |
| ---------------- | --------- | ------ | -------- | --------------- |
| Saut à la perche | Plein air | 4,70 m | Jockgrim | 17 juillet 2019 |
| Saut à la perche | En salle  | 4,65 m | Liévin   | 17 février 2022 |